# Pena de muerte en España

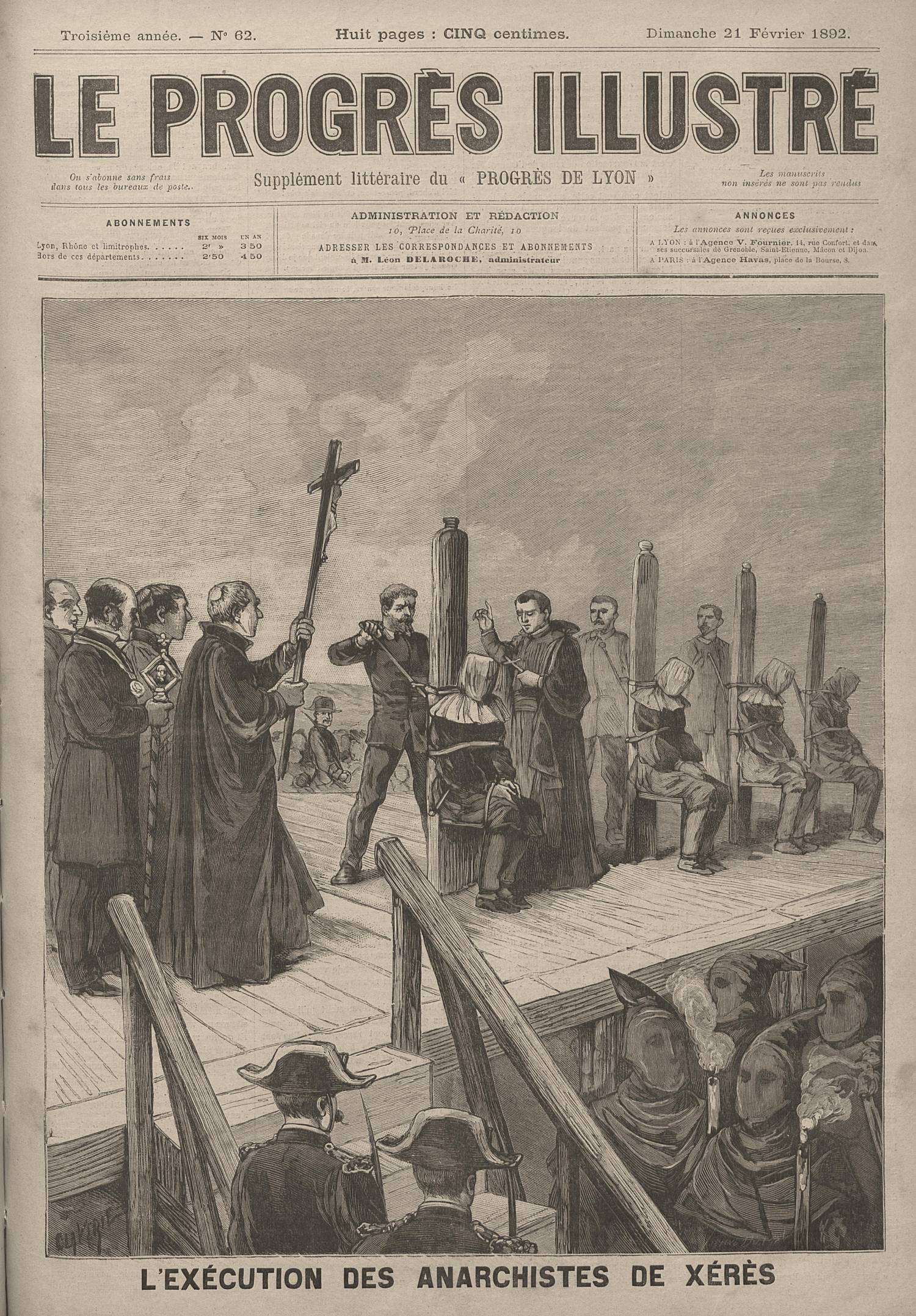
Aplicación de la pena de muerte en España. Ejecución de anarquistas en Jerez de la Frontera en 1892 mediante garrote vil.

La pena de muerte en España fue abolida, bajo cualquier circunstancia, por ley orgánica el 27 de noviembre de 1995. España ratificó el Protocolo n.º 13 a la Convención Europea de Derechos Humanos, que establece la abolición de la pena de muerte en cualquier circunstancia, el 16 de diciembre de 2009. Ya llevaba abolida veintitrés años, desde la Constitución de 1978, exceptuando lo que pudieran disponer las leyes penales militares para tiempos de guerra.
La pena de muerte fue utilizada en España sin interrupción hasta 1932, cuando fue abolida a raíz de una reforma del Código Penal introducida durante la Segunda República, aunque continuó en el Código de Justicia Militar y el Código Penal de la Marina de Guerra. Fue restablecida en octubre de 1934, para delitos de terrorismo y bandolerismo. Francisco Franco la reincorporó plenamente al código penal en 1938, argumentando que su abolición no era compatible con el buen funcionamiento de un estado. Las últimas ejecuciones en España fueron las de dos miembros de ETA político-militar y tres del FRAP, fusilados el 27 de septiembre de 1975, en medio de fuertes protestas internacionales contra la dictadura franquista.

## Edad Media y Edad Moderna
La decapitación y la horca eran los medios de ejecución habituales hasta la paulatina introducción del garrote en sus diversas modalidades (garrote "noble", garrote "ordinario", garrote vil). En 1775 Carlos III prohibió la pena de muerte en la horca en favor de su aplicación mediante garrote vil.

## Periodo contemporáneo

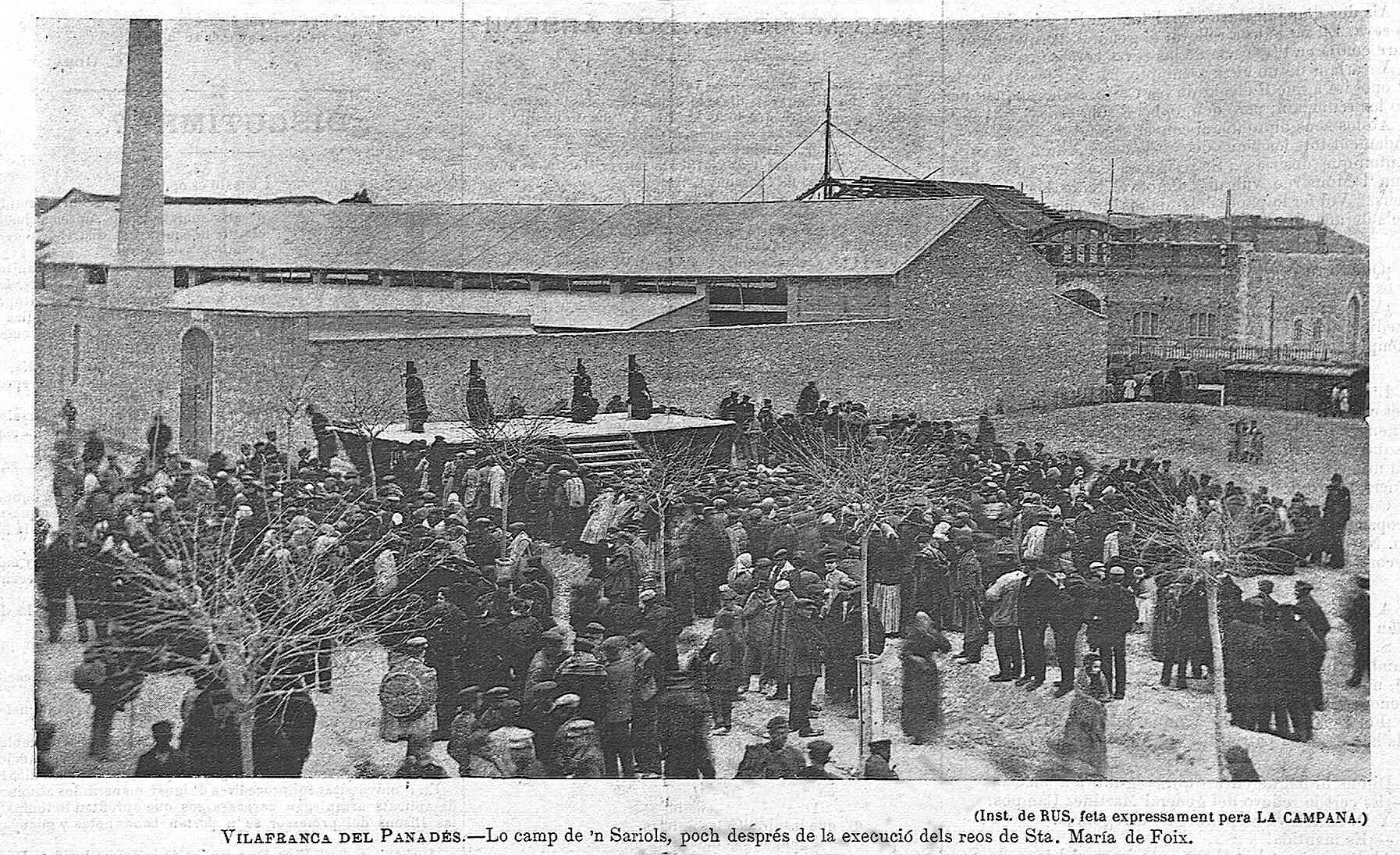
Multitud congregada frente al patíbulo en Villafranca del Panadés (1896) para contemplar la ejecución de cuatro criminales mediante garrote vil.

El Código Penal de 1848 estableció el garrote como único medio de ejecución.
En 1900, la "Ley Pulido" suprime el carácter público de la pena de muerte.

### Segunda República
Inmediatamente después de la proclamación de la II República (1931) quedó abolido el Código penal de 1928, reinstaurando inicialmente el Código penal de 1870 y aprobándose en 1932 un nuevo Código Penal, que hará desaparecer del arsenal punitivo la pena de muerte. En la exposición de motivos establece: “Hemos sustituido la pena de muerte por la llamada reclusión mayor, que durará de veinte años y un día a treinta años y se han suprimido además las penas perpetuas”. Sin embargo, la pena de muerte continuó en el Código de Justicia Militar y en el Código Penal de la Marina de Guerra.
El aumento de la violencia política hizo que por ley de 11 de octubre de 1934 se reinstaurase la pena de muerte para los delitos de terrorismo y bandolerismo. 
Durante la Guerra Civil ambos bandos utilizaron las ejecuciones.

### Franquismo
Por ley de 5 de julio de 1938 se reinstauró la pena de muerte para delitos comunes. En febrero de 1939 se dictó la Ley de Responsabilidades Políticas, mediante la cual, y con carácter retroactivo hasta la insurrección de octubre de 1934, castigaba en su artículo 8º con sanciones económicas actos en su mayoría de carácter político, así como de pertenencia a la masonería, que se mantuvo hasta 1966. 
El 29 de marzo de 1941, se aprobó la Ley de Seguridad del Estado, que establecía la pena de muerte para varios supuestos. En 1944 se aprobó el Código Penal, con varios delitos donde la pena de muerte era pena única o alternativa, el Reglamento de 1956 hizo que la pena de muerte siempre fuera solo pena alternativa. 
El último ejecutado por aplicación de la justicia no militar en España fue José María Jarabo en 1959.
Los últimos ejecutados por garrote vil en España fueron Heinz Chez y Salvador Puig Antich, ambos condenados por la justicia militar (1974)
Los últimos ejecutados en España, por la justicia militar, fueron dos militantes de ETA político-militar y tres del FRAP, fusilados en septiembre de 1975. 
La mayor parte de las ejecuciones por garrote vil en este periodo fueron llevadas a cabo por tres verdugos: Antonio López Sierra (audiencia territorial de Madrid) (1949-1975), Vicente López Copete (audiencias territoriales de Barcelona, Aragón y Navarra) (1953-1974), y Bernardo Sánchez Bascuñana (audiencia territorial de Sevilla) (1949-1972).
Otros verdugos de la época fueron: Cándido Cartón (audiencias territoriales de Sevilla (1936-39) y Madrid (1940-49)), Florencio Fuentes Estébanez  (audiencia territorial de Valladolid) (1941-1953), Bartolomé Casanueva Ramírez (audiencia territorial de Sevilla) (1940-1948), José Monero (audiencia territorial de Sevilla) (1972-1977) (sólo llevó a cabo la ejecución de Heinz Ches en 1974).

### Constitución de 1978
La Constitución de 1978, sancionada por el rey Juan Carlos I el 27 de diciembre, establece en su artículo 15 como derecho fundamental la vida y la integridad física, quedando prohibida la tortura o cualquier tipo de penas o tratos inhumanos o degradantes. En ese mismo artículo se suprime la pena de muerte, con la excepción de «lo que puedan disponer las leyes penales militares para tiempos de guerra». El Real Decreto-Ley número 45/78 del 21 de diciembre modificó el Código de Justicia Militar, la Ley Penal y Procesal de la Navegación Aérea y la Ley Penal y Disciplinaria Mercante, sustituyendo la pena de muerte por la de treinta años de prisión, salvo en tiempos de guerra. Esta pena se aplicaba en caso de crímenes graves como traición, rebelión militar, espionaje, sabotaje o crímenes de guerra.
En el mismo sentido, España ratificó en 1985 el Protocolo n.° 6 a la Convención Europea de Derechos Humanos que abolía la pena de muerte excepto en tiempo de guerra.

### Abolición de 1995
La pena de muerte fue abolida del código penal militar con la ley orgánica 11/95 del 27 de noviembre. Esta ley fue aprobada con el apoyo de todos los partidos políticos, representados en el Congreso de los Diputados, el 27 de noviembre de 1995, de tal forma que abolía la pena de muerte en tiempos de guerra, que vino a completar la abolición y a convertirla en absoluta.

la presente Ley declara abolida la pena de muerte en el Código Penal Militar, único texto legal que la contempla como pena alternativa a determinados delitos cometidos en tiempo de guerra, y suprime todas las referencias legales a la misma, haciéndola desaparecer de nuestro ordenamiento jurídico.
Exposición de motivos de la LO 11/1995.

España ratificó en 2009 el Protocolo n.º 13 a la Convención Europea de Derechos Humanos que prohíbe la pena de muerte en cualquier circunstancia. Este Convenio fue adoptado por el Consejo de Europa en 2002 y lo han ratificado 43 países europeos. La ratificación de este protocolo conlleva la exclusión de la pena de muerte en tiempos de guerra hasta sus últimas consecuencias, puesto que si se desease su reintroducción, no bastaría, como ocurría antes, con reformar una ley orgánica o el Código Penal Militar, sino que además se tendría que rescindir un convenio que está sujeto al derecho internacional.
A pesar de la abolición legal y convencional de la pena de muerte, algunas organizaciones como Amnistía Internacional consideran que se debería reformar la Constitución para abolir completamente la pena capital en todo supuesto.

## Abolicionismo en España

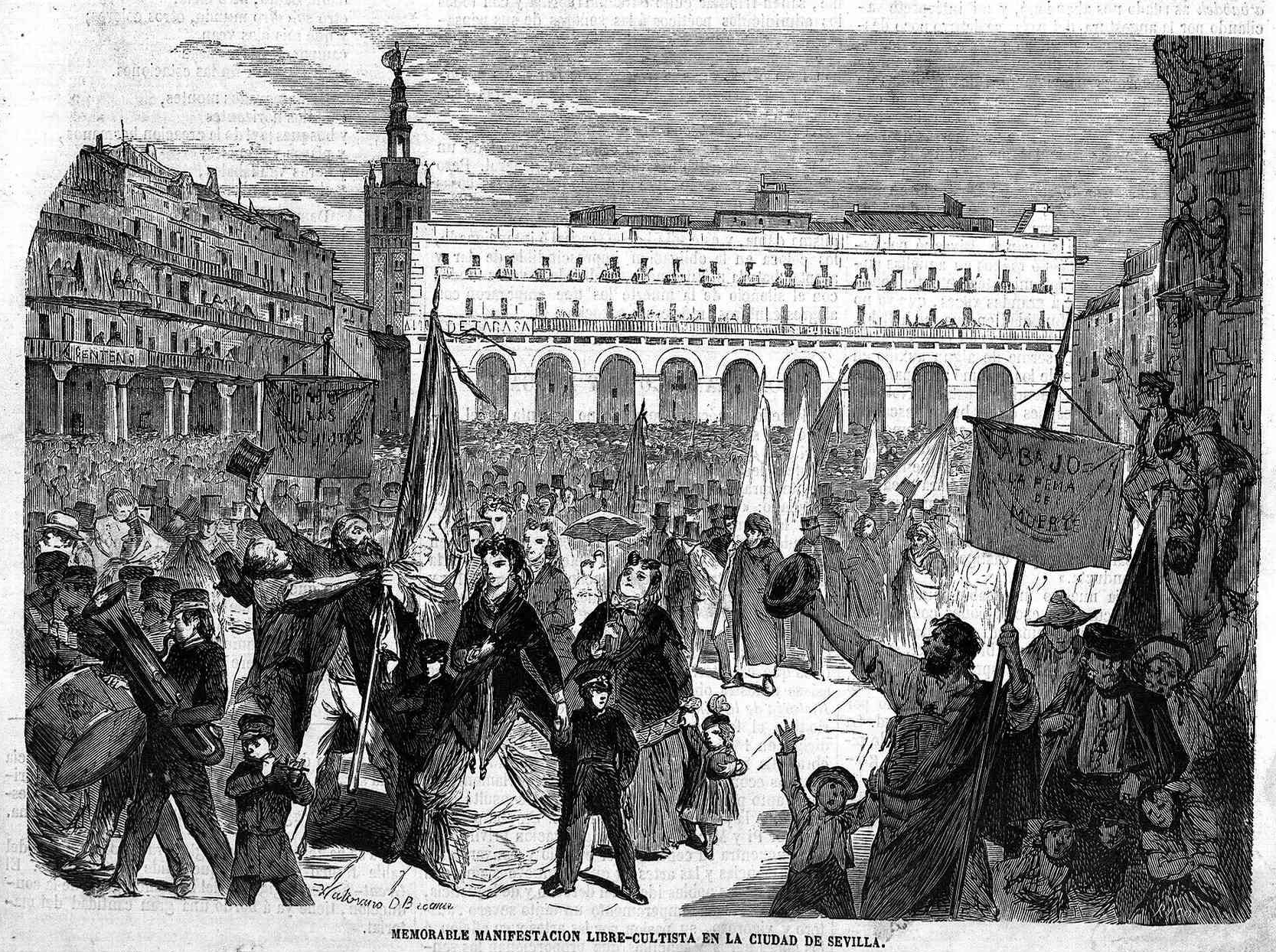
Manifestación librecultista en Sevilla (1869) con una pancarta en favor de la abolición de la pena de muerte

Entre las voces contrarias a la pena de muerte en España a lo largo de la historia, se encuentra la del penalista y criminólogo Pedro Dorado Montero (1861-1919) que, desde la teoría correccionalista, defendía la "Pedagogía correccional" como un "derecho protector" de los delincuentes, desprovisto por completo de sentido represivo y doloroso, animado tan sólo de una finalidad tutelar y protectora.